# Дубовский (Луганская область)
Дубо́вский (укр. Дубівський) — посёлок, относится к Антрацитовскому городскому совету Луганской области Украины. Де факто — с 2014 года населённый пункт контролируется самопровозглашённой Луганской Народной Республикой.

## Географическое положение
Соседние населённые пункты: город Антрацит на северо-западе, посёлки Верхний Нагольчик (примыкает), Крепенский на западе, Есауловка и Нижний Нагольчик на юго-западе, сёла Дьяково на юге, Орехово, Вишнёвое, Егоровка на юго-востоке, посёлки Горняк, Тацино на востоке, сёла Леськино, Ильинка, Рафайловка, Чапаевка, посёлки Ясеновский на северо-востоке, Каменное на севере.

## История
Указом Президиума Верховного Совета Украинской ССР от 9 сентября 1954 года отнесен к категории поселков городского типа посёлок Шахты No 26 Боково-Антрацитоговского района Ворошиловградской области с присвоением ему наименования — Громовский. Решением исполкома Луганского областного Совета депутатов трудящихся от 27 марта 1958 года переименован посёлок городского типа Громовский в посёлок городского типа Дубовский.

## Население
В январе 1989 года численность населения составляла 5658 человек.
На 1 января 2019 года численность населения составляла 3901 человек

## Местный совет
94638, Луганская обл., Антрацитовский городской совет, пгт. Дубовский, ул. Горького, 1